# Union Village (Grenada)
Union Village (dt.: Dorf der Einheit) ist eine Siedlung im Parish Saint Andrew im Osten von Grenada.

## Geographie
Die Siedlung liegt mit Plaisance und Deblando im Hinterland von Marquis an der Ostküste.

## Klima
Das Klima ist tropisch heiß. 